# Тулодзяд
Тулодзяд (пол. Tułodziad, нім. Taulensee) — село в Польщі, у гміні Домбрувно Острудського повіту Вармінсько-Мазурського воєводства.
Населення — 190 осіб (2011).

## Демографія
Демографічна структура станом на 31 березня 2011 року:
|          | Загалом | Допрацездатний вік | Працездатний вік | Постпрацездатний вік |
| -------- | ------- | ------------------ | ---------------- | -------------------- |
| Чоловіки | 92      | 26                 | 56               | 10                   |
| Жінки    | 98      | 26                 | 52               | 20                   |
| Разом    | 190     | 52                 | 108              | 30                   |